# 八卦洲街道
八卦洲街道，是中华人民共和国江苏省南京市棲霞區下辖的一个乡镇级行政单位。

## 行政区划
八卦洲街道下辖以下地区：
八卦花园社区、新闸村、大同村、永宁村、五四村、中桥村、外沙村、光明村、下坝村、东江村、上坝村、长江村和七里村。